# Tvärsnittsstudie
En tvärsnittsstudie (även tvärsnittsundersökning eller cross-sectionell studie, en. cross sectional study) är en vetenskaplig undersökning av ett antal personer som utförs vid ett enda tillfälle. Den ger alltså en bild av en population vid en viss tidpunkt eller under ett kort tidsintervall. Övriga undersökningar är endera prospektiva eller retrospektiva.
Med en tvärsnittsstudie kan man till exempel mäta prevalens av en viss sjukdom. Om man även mäter exponering för misstänkta sjukdomsframkallande ämnen eller mediciner kan det undersökas om exponeringen oftare förekommer bland sjuka än bland friska, man kan dock inte reda ut om sjukdomen eller exponeringen kom först. 
I en tvärsnittsstudie använder man sig av flera fall samtidigt vid ett undersökningstillfälle, man vill även kunna generalisera d.v.s. att studien ska representera hela den population man avser att mäta. Detta kan vara användbart för t.ex. företag som via enkäter och marknadsundersökningar vill kunna undersöka sätt att marknadsföra sina produkter.
Man bör vara uppmärksam på att tvärsnittsstudier innebär risk för skensamband.
Det föreligger en betydande skillnad gentemot longitudinella studier i och med att longitudinella studier undersöker subjekten under en lång tidsperiod.

## Syfte
1. Att beskriva förekomst och utbredning av en sjukdom i befolkningen.
2. Att upptäcka samband mellan sjukdomsförekomst och andra faktorer som kan ge idéer om sjukdomens etiologi.
3. Att ge bakgrundsinformation (baseline) inför en fall-kontroll, kohortstudie eller interventiv studie.
4. Att ge underlag för diagnostisk screening.
5. Att ge underlag för företag i marknadsföringssyfte.